# Ночное стояние

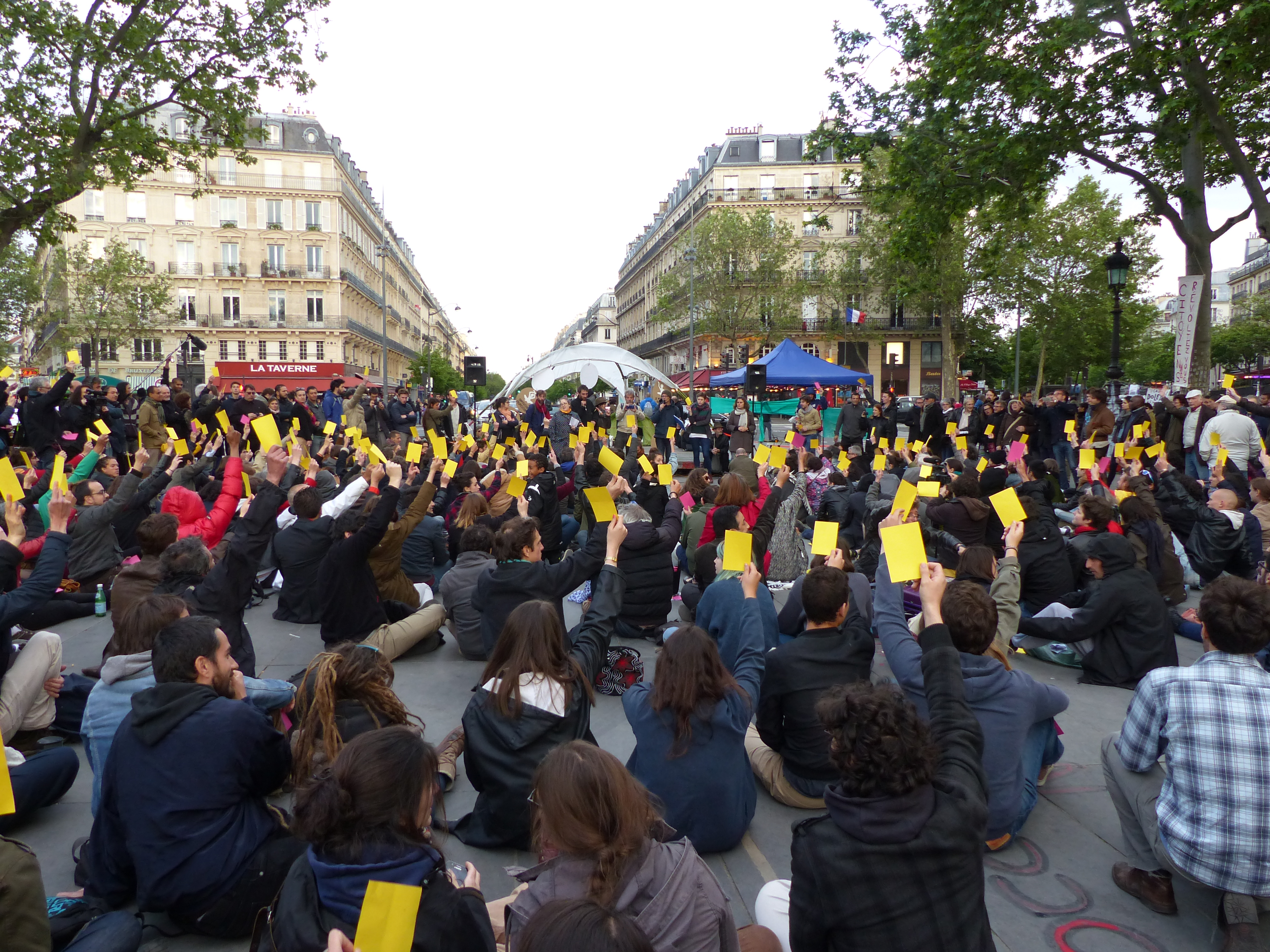
Площадь Республики, 14 мая 2016 г.

«Ночное стояние» («Ночь на ногах», «Ночные бдения» фр. Nuit debout) — низовое социальное движение, начавшееся во Франции 31 марта 2016 года. Выросло из протестов и забастовок против планируемой неолиберальной реформы трудового законодательства, известной как «закон Эль-Хомри». Его сравнивают с подобными антикапиталистическими движениями вроде Occupy Wall Street в США и 15-M (Indignados) в Испании.

## История
Первое «Ночное стояние» прошло 31 марта — вечером очередного дня крупных мобилизаций, охвативших более миллиона бастующих по всей Франции. Тогда коллектив «Объединённая борьба» («Convergence des luttes»), идеологами которого выступают философ и экономист Фредерик Лордон и журналист Франсуа Рюффен, призвал людей занять парижскую Площадь Республики. Хотя предпринимались попытки разгона, мэрия в итоге дала разрешение на организацию там ежевечерних мероприятий, и с тех пор это место выступает центром движения. С первого же дня «стояния» регулярно проводились и вне Парижа — в Лионе, Марселе, Нанте, Ренне. Ныне «Ночные стояния» охватили 150 городов Франции и десятке других городов Европы (Берлин, Брюссель, Мадрид и др.) и Канады.
Движение во многом черпает вдохновение из истории Французской революции (в частности, оно изобрело собственный «революционный календарь», в котором месяц март должен продолжаться до полной победы) и Парижской коммуны. Оно организационно включает Народную ассамблею и комиссии, которые бывают двух типов — «структурные» (например, «Логистика», «Анимация», «Питание», «Медпункт», «Демократия и Генеральная ассамблея») и «тематические» (например, «Политическая экономия», «Экология», «Образование» «Миграция», «Феминистки», «ЛГБТ», «Рисунок», «Пригороды»).
Опросы показывают, что движение «Ночных стояний» пользуется поддержкой около 60 % французов. Его костяк, впрочем, составляет именно молодёжь.